# Autostrada A5 (Chorwacja)
Autostrada A5 (Autocesta A5, Slavonska autocesta, Slavonika) – budowana autostrada w Chorwacji, część drogi europejskiej E73 (korytarz Vc). Trasa przecina południkowo Slawonię, łącząc granicę węgierską, poprzez miasto Osijek z granicą bośniacką.
Jesienią 2007 oddano do użytku pierwszy, 21 km odcinek ze Sredanci (węzeł z A3) do miasta Đakovo. Kolejny odcinek z Đakovo do Osijeka (32,5 km) został oddany w kwietniu 2009 r.